# Historische fortengordels van Antwerpen als vleermuizenhabitat
Historische fortengordels van Antwerpen als vleermuizenhabitat. este o arie protejată (arie specială de conservare — SAC, sit de importanță comunitară — SCI, arie de protecție specială avifaunistică — SPA) din Belgia întinsă pe o suprafață de 359 ha, integral pe uscat.

## Localizare
Centrul sitului Historische fortengordels van Antwerpen als vleermuizenhabitat. este situat la coordonatele 51°13′00″N 4°29′00″E / 51.2167°N 4.4833°E.

## Înființare
Situl Historische fortengordels van Antwerpen als vleermuizenhabitat. a fost declarat arie de protecție specială avifaunistică în ianuarie 1900 pentru a proteja 3 specii de animale. Alte tipuri de protecție:
- sit de importanță comunitară (în mai 2002)
- arie specială de conservare (în aprilie 2014)[2][3][4]

## Biodiversitate
Situată în ecoregiunea atlantică, aria protejată conține 7 habitate naturale: Lacuri eutrofice naturale cu vegetație de tip Magnopotamion sau Hydrocharition, Pajiști uscate europene, Fânețe de joasă altitudine (Alopecurus pratensis, Sanguisorba officinalis), Păduri de fag acidofile atlantice, cu subarboret de Ilex și, uneori, de asemenea, Taxus, la nivelul arbuștilor (Quercion robori-petraeae sau Ilici-Fagenion), Păduri de stejar sau de stejar și carpen sub-atlantice și medio-europene de Carpinion betuli, Păduri acidofile de stejar bătrân cu Quercus robur pe câmpii nisipoase, Păduri aluvionare cu Alnus glutinosa și Fraxinus excelsior (Alno-Padion, Alnion incanae, Salicion albae).
La baza desemnării sitului se află mai multe specii protejate:
- amfibieni (1): triton cu creastă (Triturus cristatus)
- mamifere (2): liliac de iaz (Myotis dasycneme), liliac cărămiziu (Myotis emarginatus)

Pe lângă speciile protejate, pe teritoriul sitului au mai fost identificate 10 specii de mamifere.